# Томчаній Михайло Іванович

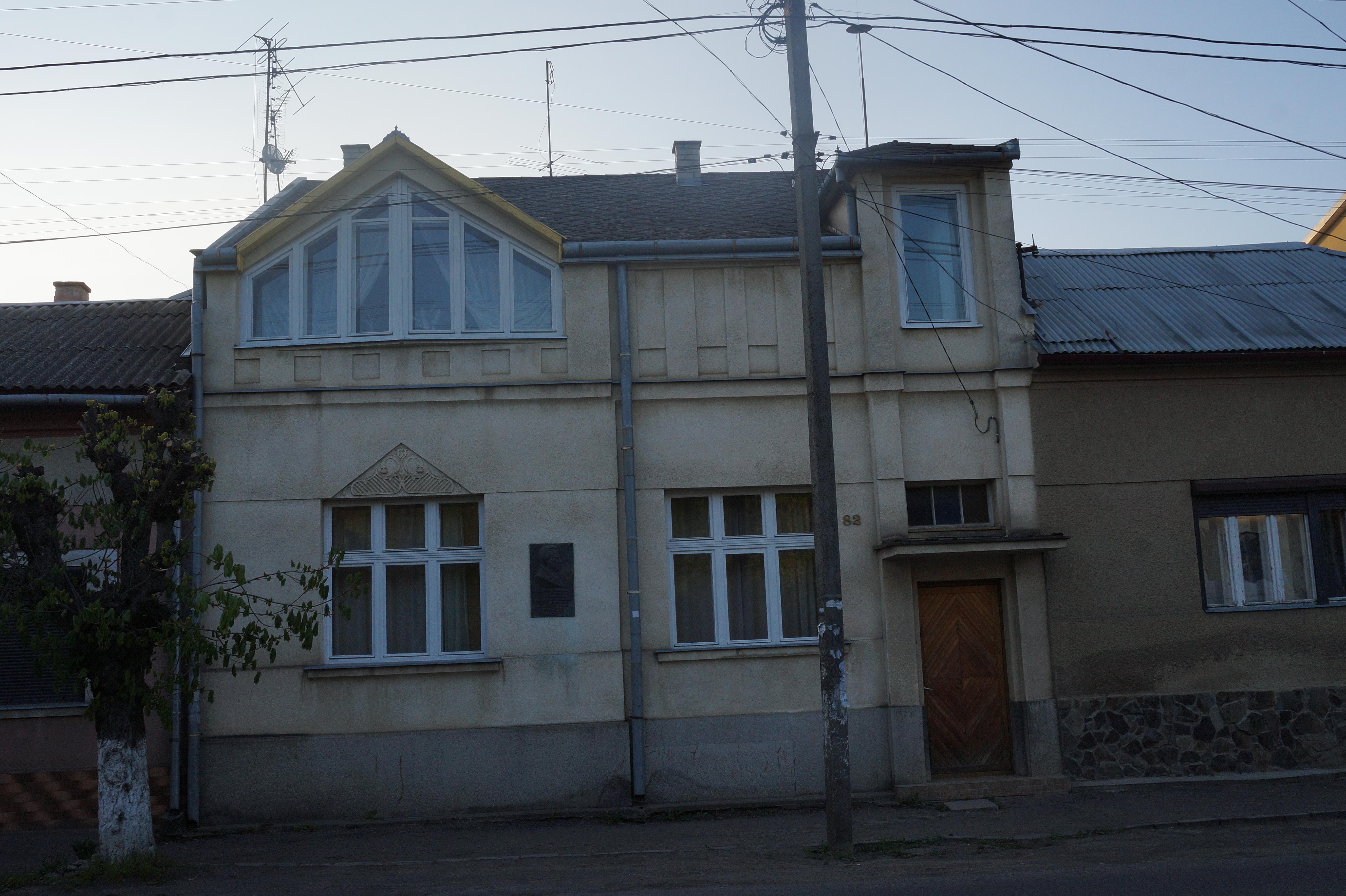
Будинок, в якому жив письменник. Ужгород, вул. Берчені, 82

Михайло Іванович Томчаній (16 липня 1914, с. Горяни біля Ужгорода — 19 січня 1975) — український письменник.
Батько — Іван Іванович Томчані (угор. Tomcsányi János), мати — Єлизаветта Томчані, уроджена Кепеч (угор. Tomcsányiné (Kepecs) Erzsébet).
Друкуватися почав з 1934 року. Збірка оповідань «Шовкова трава» (1950), «Оповідання» (1955), «На кордоні» (1962); повісті «Наша сім'я» (1953), «Терезка» (1957), «Готель „Солома“» (1960), оповідання і повість «Скрипка — його молодість» (1968), романи «Жменяки» (1964), «Тихе містечко» (1969), «Брати» (1972) тощо. Численними прозовими творами Томчаній вніс в українську літературу тематику із сільського і міського життя Закарпаття та Угорщини. У ранній творчості мав нахил до імпресіонізму, за радянських часів перейшов на реалізм. Перекладав з угорської й чеської на українську.

## Життєпис
Народився в селі Горяни біля Ужгороду (нині територіально входить до складу міста Ужгород), в сім'ї заможного селянина-ґазди. Після війни, в 1949 році, Івана Томчані, батька письменника, було оголошено куркулем. У нього відібрали землі, коней, корів, залишивши йому хату з присадибною ділянкою та дві корови. Він не зміг перенести всього цього і в 1953 році помер.
Михайло Іванович Томчаній навчався в Мукачівській торгівельній академії та служив у чехословацькій армії. В 1939 році демобілізувався і був направлений поштовим працівником до Угорщини. Працював в м. Кішуйсаллаш, де й познайомився зі своєю дружиною-угоркою — Поал Ґізеллою-Анною. Вона народила йому трьох дітей — у 1945 році Тамару (яка в лікарні через тодішню антисанітарію отримала зараження крові і померла, коли їй виповнилося 10 днів), в 1946 — сина Михайла (який, здобувши в Київському Державному художньому Інституті, нині Національна академія образотворчого мистецтва і архітектури, освіту архітектора, працював в Ужгороді, а згодом 10,5 років був головним архітектором міста Ужгород. Зараз мешкає і працює за фахом в Угорщині, м. Будапешт. У 1976 році у нього народився син — Михайло, онук письменника, який також живе в Будапешті), в 1949 — дочка Ґабріелла (яка після закінчення Ужгородського музичного училища викладала музику в ужгородській музичній школі. Має двох дочок — Ґабріеллу та Катерину. Тепер на пенсії).
Михайло Іванович Томчаній ніколи не був членом комуністичної партії, що серйозно перешкоджало йому у заслуженому визнанні за часів Радянського Союзу. Двічі висовували його кандидатуру на здобуття Шевченківськоїпремії. В 1960-x роках двічі обирався головою Закарпатської спілки письменників України.
Був близько знайомий з Максимом Рильським, який поважав талант тоді ще молодого закарпатського письменника, з Павлом Тичиною, Олесем Гончаром, Павлом Загребельним, з прибалтійською поетесою Вальсюнєнє та іншими. В його ужгородському будинку, на вулиці Берчені, 82 бували відомі українські письменники. В 1950-x роках були видані збірки його новел та оповідань, повість «Терезка», в 1960-70-x романи «Жменяки», «Брати» та «Тихе містечко». Коли Михайло Іванович Томчаній подав роман «Жменяки» на редагування, його через певний час викликали і заявили, якщо до сюжету не буде доповнено, що син Жменяка - Михайло вступає до колгоспу і знаходить у ньому своє щастя, то роман «Жменяки» не буде видано (цей факт уже в Угорщині підтвердив поет-літературознавець Штумпф Бенедек Ондраш, який в ті часи працював у видавництві «Карпати»). Ця вимога була відвертим знущанням, адже якраз у часи колективізації батько письменника був оголошений куркулем і в нього відібрали землі, коней та корів. Письменник, зціпивши зуби, не бажаючи залишитися без шматка хліба, вніс до роману ці зміни. Життя письменника проходило в постійному напруженні через нападки з боку колег-заздрісників та їх обласних (комуністичних)партійних меценатів. Незважаючи на це, книжки його завжди користувалися величезною популярністю, через те що образи своїх героїв він брав із життя, а тематика правдиво відображувала ту епоху в якій проходили дії. Твори його були переповнені гуманізмом, великою любов'ю до свого народу. Його романи епічно зображують життя людей Закарпаття та Угорщини, в період, між двома світовими війнами. Роман «Жменяки» був перекладений на угорську мову і виданий спільно видавництвами «Карпати» (Ужгород) та «Európa» (Угорщина, Будапешт). Томчаній майстерно переклав українською мовою твір відомого угорського письменника-класика Кальмана Міксата «Дивний шлюб».
Помер Михайло Іванович Томчаній (Томчані) 19 січня 1975 року. Похований в м. Ужгороді, на кладовищі «Кальварія», з правого боку від будинку панахид.
В 1987 році за романом «Жменяки» було знято трисерійний телевізійний фільм. Його транслювало Ужгородське, Київське та Центральне  телебачення СРСР. Було видано трилогію з найвідоміших романів письменника. На фасаді хати, в якій Томчаній жив з 1956 по 1975 рік, розміщено пам'ятну дошку. В Горянах вулицю, на якій стоїть батьківська хата, названо його ім'ям.
Ще за життя Михайло Іванович Томчаній здобув міжнародне визнання. Роман «Жменяки», крім угорського видання, було видано російською, латвійською мовами. Планувалося видати його роман у Німеччині, але через передчасну смерть письменника це не було здійснено.
Оповідання та новели його друкувалися в міжнародних антологіях української літератури, поруч із Гончарем та Стельмахом.
На початку 70-х років в угорській центральній газеті, здається «Népszabadság», з'явився відгук (перекладачки угорського видання роману «Жменяки») про українське видання роману «Тихе містечко». Критик відзначила, що Михайло Іванович Томчаній вперше в післявоєнній літературі, через життя простих людей, винятково правдиво та гуманно відобразив дуже складний період історії Угорщини — між двома світовими війнами. Далі вона підкреслила, що це має особливу цінність тому, що цей твір вийшов із-під пера українського письменника.
В угорському містечку Кішуйсаллаш Михайла Івановича Томчанія пам'ятають по сьогоднішній день. Будинок батьків його дружини ще існує. Коли письменник помер, його колишні колеги, з якими він працював у Кішуйсаллаші, на пошті, помістили у вітрині фотографію покійного письменника з надписом: «помер наш дорогий Михасик» («Meghalt a mi drága kis Misikénk» - угор.). Так згадують тільки тих людей, яких дійсно любили та поважали. Все життя Михайла Івановича Томчанія, завдяки його глибокому гуманізму, було мостом між людьми, народами та країнами. Угорщині також потрібно було б приділити більше уваги пам'яті відомого українського письменника, адже його родове коріння сягає стародавнього угорсько-слов'янського роду, який в 1249 році отримав від угорського короля Бели IV дворянство (Дивися в угорському лексиконі «ПАЛЛАС» прізвище «Томчані»). У своїх творах він правдиво і з любов'ю оспівував життя людей Угорщини. Окрім цього, Михайло Іванович Томчаній прожив усе своє життя зі своєю дружиною-угоркою — Ґізеллою, яка в ті складні післявоєнні часи навчила своїх дітей угорської мови, сама полюбила Закарпаття і їм прищепила любов до рідного краю та Угорщини.